# Evangelischer Presseverband für Bayern
Der Evangelische Presseverband für Bayern e. V. ist das zentrale evangelische Medienhaus der Evangelisch-Lutherischen Kirche in Bayern (ELKB). Der gemeinnützige Verein ist in verschiedenen Bereichen aktiv: Zeitung/Zeitschriften, Nachrichtenagentur, Hörfunk, Fernsehen, Bücher, Internet und Social Media sowie Dienstleistung für Medien und Kommunikation.
Der bayerische Pfarrer Robert Geisendörfer stand als Geschäftsführer ab dem 1. April 1947 an der Spitze des EPV: Damals war das Medienhaus in einem Raum in der von der Kirche angekauften ehemaligen Villa der Zirkusdirektorin Renz in der Himmelreichstraße 4 nahe dem Englischen Garten untergebracht. Heute leitet der Theologe Roland Gertz als Direktor und Vorstand den Verein. Gertz ist seit 2014 zudem Vorsitzender des Evangelischen Medienverbands in Deutschland (EMVD).
Der EPV hat Redaktionen in allen bayerischen Kirchenkreisen:
- Kirchenkreis Nürnberg und Mittelfranken (Büro Nürnberg)
- Kirchenkreis München und Oberbayern (Büro München)
- Kirchenkreis Ansbach-Würzburg (Büro Würzburg)
- Kirchenkreis Augsburg und Schwaben (Büro Augsburg)
- Kirchenkreis Bayreuth (Büro Bayreuth)
- Kirchenkreis Regensburg (Büro Regensburg)

Zu den Abteilungen gehören
- Sonntagsblatt, Evangelische Wochenzeitung für Bayern[4]
- Evangelischer Pressedienst (epd), Landesdienst Bayern
- Evangelisches Fernsehen (efs)
- Evangelische Funkagentur (efa)
- Claudius Verlag
- Vernetzte Kirche
- Evangelische Medienagentur
- Online-Redaktion/Abteilung Crossmedia